# Ruben Pla
Ruben Pla ist ein US-amerikanischer Schauspieler, Filmproduzent, Filmregisseur und Drehbuchautor.

## Leben
Pla begann ab Mitte der 1980er Jahre überwiegend in verschiedenen Fernsehserien mit dem Schauspiel. So hatte er Episodenrollen in den Fernsehserien Practice – Die Anwälte, Alle lieben Raymond, General Hospital, Für alle Fälle Amy oder CSI: Miami inne. 2013 verkörperte er die Rolle des Carl The Mortician in Big Ass Spider!. 2020 erschien die Dokumentation The Horror Crowd, wofür er die Regie und Produktion übernahm. Im selben Jahr übernahm er mit der Rolle des Söldners Artie Cameron eine der Hauptrollen in Dragon Soldiers.

## Filmografie (Auswahl)

### Schauspiel
- 1985: Eine Woche Heiratsfrist (Fei fat yi man)
- 1987: Liebe, Lüge, Leidenschaft (One Life to Live, Fernsehserie)
- 1988: Loving (Fernsehserie)
- 1988: The Red Herring (Kurzfilm)
- 1989: America’s Most Wanted (Fernsehshow)
- 1989: Tattingers (Fernsehserie, Episode 1x11)
- 1991: Hunter (Fernsehserie, 2 Episoden)
- 1991: Verhängnisvolle Leidenschaft (Victim of Love, Fernsehfilm)
- 1993: Crime & Punishment (Fernsehserie, Episode 1x04)
- 1996: Writer's Block (Kurzfilm)
- 2000: Fast Food (Kurzfilm)
- 2000: Gegen jeden Verdacht (In Pursuit)
- 2001: Practice – Die Anwälte (The Practice, Fernsehserie, Episode 5x19)
- 2001: The Agency – Im Fadenkreuz der C.I.A. (The Agency, Fernsehserie, 2 Episoden)
- 2001: Alle lieben Raymond (Everybody Loves Raymond, Fernsehserie, Episode 6x10)
- 2002: General Hospital (Fernsehserie, Episode 1x10130)
- 2002: Spanish Fly
- 2002: Für alle Fälle Amy (Judging Amy, Fernsehserie, Episode 4x08)
- 2003: CSI: Miami (Fernsehserie, Episode 1x14)
- 2003: The Silent Cross
- 2004: The Fallen
- 2004: Bob Steel
- 2004: A Night at Sophie's
- 2005: Detective (Fernsehfilm)
- 2006: Julie Reno, Bounty Hunter (Fernsehserie, Episode 1x01)
- 2007: 24 (Fernsehserie, Episode 6x01)
- 2007: Studio 60 on the Sunset Strip (Fernsehserie, Episode 1x17)
- 2008: Without a Trace – Spurlos verschwunden (Without a Trace, Fernsehserie, Episode 6x15)
- 2008: The Mind Conjurers (Kurzfilm)
- 2008: Jimmy Kimmel Live! (Fernsehshow, Episode 6x155)
- 2009: Eleventh Hour – Einsatz in letzter Sekunde (Eleventh Hour, Fernsehserie, Episode 1x13)
- 2009: Dead Air
- 2009: A Marriage (Fernsehfilm)
- 2010: Hannah Montana (Fernsehserie, Episode 3x29)
- 2010: Last Letters from Monte Rosa
- 2010: Weeds – Kleine Deals unter Nachbarn (Weeds, Fernsehserie, Episode 6x02)
- 2010: Insidious
- 2010: Sex Tax: Based on a True Story
- 2010: Criminal Minds (Fernsehserie, Episode 6x23)
- 2011: The Secret Life of the American Teenager (Fernsehserie, Episode 3x25)
- 2012: Sunset Stories
- 2013: Big Ass Spider!
- 2013: Cheap Thrills
- 2013: Contracted
- 2014: Rizzoli & Isles (Fernsehserie, Episode 5x11)
- 2014: House Call (Kurzfilm)
- 2014: The Lighthouse Invites the Storm (Kurzfilm)
- 2014: Chemical Peel
- 2014: Thresher (Kurzfilm)
- 2014: Leftovers
- 2014: Ein tödliches Versprechen (Broken Vows)
- 2015: Contracted: Phase II
- 2015: Lavalantula – Angriff der Feuerspinnen (Lavalantula, Fernsehfilm)
- 2015: The Divine Tragedies
- 2015: Dementia – Gefährliche Erinnerung (Dementia)
- 2016: Monsterland
- 2016: Love Is Dead (Kurzfilm)
- 2017: XX
- 2017: Fetish Factory
- 2018: How to Get Away with Murder (Fernsehserie, Episode 4x13)
- 2018: Los Angeles Overnight
- 2018: Will & Grace (Fernsehserie, Episode 10x01)
- 2018: Mr. Malevolent
- 2020: Dragon Soldiers
- 2020: Repressed (Kurzfilm)
- 2021: Jurassic Hunt
- 2021: Malignant
- 2022: The Final Sacrifice: Directors Cut

### Produktion
- 2014: The Kill (Kurzfilm)
- 2015: Head (Kurzfilm)
- 2020: Dragon Soldiers
- 2020: The Horror Crowd (Dokumentation)
- 2021: Jurassic Hunt
- 2022: The Final Sacrifice: Directors Cut

### Regie
- 2014: The Kill (Kurzfilm)
- 2015: Head (Kurzfilm)
- 2020: The Horror Crowd (Dokumentation)

### Drehbuch
- 2014: The Kill (Kurzfilm)
- 2015: Head (Kurzfilm)